# Friedrich Bodo
Friedrich „Fritz“ Bodo (* 3. November 1893 in Neunkirchen (Niederösterreich); † 8. August 1978 in Deggendorf) war ein österreichischer Mittelschulprofessor und Geograph.
Bodo war von 1938 bis 1945 Studienrat an der Lehrerbildungsanstalt in Wiener Neustadt. Zuvor arbeitete er unter anderem an der Taubstummenanstalt in Purkersdorf, der Blindenanstalt in Wien und der Taubstummenanstalt in Wiener Neustadt. Zuletzt leitete Bodo in Deggendorf einen kartographischen Verlag. Er beschrieb unter anderem den Fund eines fossilen Nashorns.

## Schriften (Auswahl)
- Das Steinfeld und seine Randlandschaften. Basler, Wiener Neustadt 1924.
- Berichte über Funde von Säugetierknochen im Wiener Becken. In: Verhandlungen der Geologischen Bundesanstalt. 1926, S. 105–108 (zobodat.at [PDF; 366 kB]).
- mit Karl Schwendenwein: Durchs Heimatland. Vier Erzählungen aus Niederösterreich. Österreichischer Bundesverlag für Unterricht, Wissenschaft und Kultur, Wien 1928.
- mit Heinrich Güttenberger: Das südöstliche Niederösterreich. Österreichischer Bundesverlag für Unterricht, Wissenschaft und Kultur, Wien 1929.
- (Hrsg.): Burgenland (1921–1938). Ein deutsches Grenzland im Südosten; eine Gemeinschaftsarbeit zahlreicher Fachmänner. Österreichischer Landesverlag, Wien 1941.